# Claudio Caramaschi
Claudio Caramaschi (Suzzara, 1º luglio 1940) è un attore, scrittore e regista italiano.

## Biografia
Ha interpretato la parte di coprotagonista nel film I fabbricasvizzeri nel 1978. Nel 1982 ha recitato in Sapore di mare e in diverse serie televisive, tra cui L'ispettore Derrick. 
Poliglotta, ha interpretato ruoli sia in lingua italiana che tedesca.

## Filmografia parziale

### Attore
- Un figlio d'oggi, regia di Marino Girolami e Domenico Graziano (1961)
- L'Italia in pigiama, regia di Guido Guerrasio (1977)
- I fabbricasvizzeri, regia di Rolf Lyssy (1978)
- Domani si balla!, regia di Maurizio Nichetti (1982)
- La morte di Mario Ricci, regia di Claude Goretta (1982)
- Sapore di mare, regia di Carlo Vanzina (1983)
- Happy Holiday - serie TV (1993)